# Michael V. (Byzanz)

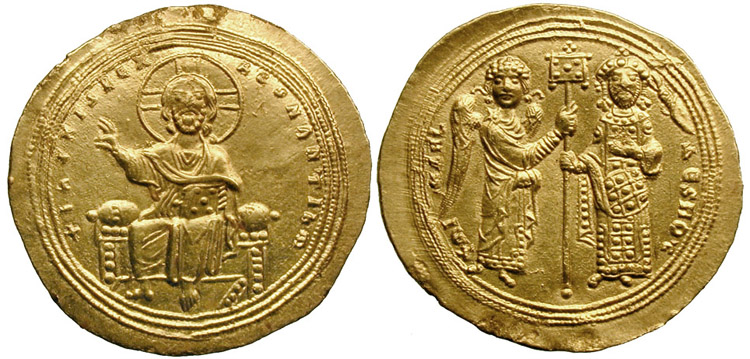
Histamenon Michaels V.

Michael V. Kalaphates (mittelgriechisch Μιχαὴλ Εʹ Καλαφάτης „der Abdichter“; † 24. August 1042) war byzantinischer Kaiser von 1041 bis 1042.

## Leben
Michael war der Neffe und Nachfolger des byzantinischen Kaisers Michael IV. und der Adoptivsohn von dessen Ehefrau Zoe. Sein Beiname bezieht sich auf eine frühere Tätigkeit seines Vaters als Kalfaterer. Er verdankte seine Thronbesteigung am 11. Dezember 1041 seinem Onkel Johannes Orphanotrophos, der aber unmittelbar danach in ein Kloster geschickt wurde. 
Die Beziehungen zwischen Michael und seiner Adoptivmutter Zoe scheinen anfangs recht gut gewesen zu sein, doch bald schon entwickelte Michael eine tiefe Abneigung ihr gegenüber. Den zeitgenössischen Quellen zufolge soll ihn die Tatsache, dass Zoe formal über ihm stand und in Proklamationen zuerst genannt wurde, in Wut versetzt haben. Am 18./19. April 1042 verbannte er daher Zoe in ein Kloster. 
Die Verkündung dieser Entscheidung führte jedoch am 21. April zu einem Volksaufstand, da die Bevölkerung die Abschiebung der legitimen Kaiserin nicht akzeptieren wollte. Michael wurde abgesetzt, geblendet und in ein Kloster gesteckt, wo er starb. Die Bevölkerung Konstantinopels hielt ihn für einen gewöhnlichen Usurpator, da er keine dynastische Legitimation für den Thron vorweisen konnte. Dies scheint die Bevölkerung bewogen zu haben, seine Absetzung zu billigen. Zoe wurde anschließend gemeinsam mit ihrer Schwester Theodora III. zur Kaiserin bestimmt. Nach dreimonatiger, von gegenseitigem Misstrauen geprägter Herrschaft heiratete Zoe Konstantin IX. Monomachos, der daraufhin die Regierungsgeschäfte übernahm.